# Паласио, Айдер
Айдер Гильермо Паласио Альварес (исп. Haider Guillermo Palacio Álvarez; род. 22 июля 1979 года в Барранкилья, Колумбия) — колумбийский футболист, защитник. Выступал в сборной Колумбии.

## Клубная карьера
Паласио начал профессиональную карьеру в клубе «Депортиво Уникоста». В 1998 году он дебютировал за основной состав. Спустя год Айдер подписал соглашение с «Атлетико Хуниор». В том же году он дебютировал в Кубок Мустанга. В 2004 году Паласио стал чемпионом страны. В 2007 году он на правах аренды выступал за «Депортиво Кали», после чего вернулся обратно. За «Атлетико Хуниор» Паласио выступал до 2010 года и провёл 432 матча, что является вторым результатом за всю историю клуба. В том же году он во второй раз стал чемпионом Колумбии. В начале 2011 года Паласио перешёл в «Кукута Депортиво». 6 февраля в матче против «Депортиво Кали» он дебютировал за новую команду. 3 апреля в поединке против «Депортес Киндио» Айдер забил свой первый гол за «Кукута Депортиво».
В начале 2012 года Паласио перешёл в «Реал Картахена». 5 февраля в матче против «Атлетико Хуниор» он дебютировал за новый клуб. В поединке против «Рионегро Агилас» Айдер забил свой первый гол за «Реал Картахена». В конце сезона он завершил карьеру.

## Международная карьера
9 мая 2002 года в товарищеском матче против сборной Коста-Рики Паласио дебютировал за сборную Колумбии. В 2004 году Айдер принял участие в Кубок Америки в Перу. На турнире он сыграл в матче против сборной Коста-Рики.
В 2005 году Паласио принял участие в Золотом кубке КОНКАКАФ. На турнире он сыграл в матче против сборной Гондураса.

## Достижения
Командные
 «Америка» Кали
- Победитель чемпионата Колумбии (2) — Финалисасьон 2004, Апертура 2010